# Stena Nordica
Lo Stena Nordica è un traghetto appartenente alla compagnia di navigazione svedese Stena Line.

## Caratteristiche
Il traghetto, terzo di una serie di quattro unità costruite per la P&O Ferries, è lungo 170,51 metri ed è in grado di trasportare un massimo di 375, 222 semirimorchi e 405 passeggeri. Spinto da 4 motori Wärtsilä, generanti una potenza complessiva di 39.600 kW, è in grado di raggiungere una velocità massima di 22 nodi.

## Servizio
Varato il 18 agosto 2000 nel cantiere navale Mitsubishi Heavy Industries di Shimonoseki con il nome di European Ambassador e consegnato il 13 dicembre successivo alla P&O Ferries, salpa il giorno stesso per Liverpool, dove giunge il 6 gennaio 2001. Due giorni dopo prende servizio nei collegamenti tra Liverpool e Dublino.
Nel novembre del 2001 viene trasferito nei collegamenti tra Mostyn e Dublino.
Da aprile a novembre 2002 opera nel fine settimana anche nei collegamenti tra Dublino e Cherbourg.
Il 19 aprile 2004 ne viene annunciata la cessione alla Stena Line e salpa il giorno stesso da Liverpool per Göteborg, dove giunge tre giorni dopo. 
Il 23 aprile viene ribattezzato Stena Nordica ed il 6 maggio prende servizio nei collegamenti tra Karlskrona e Gdynia.

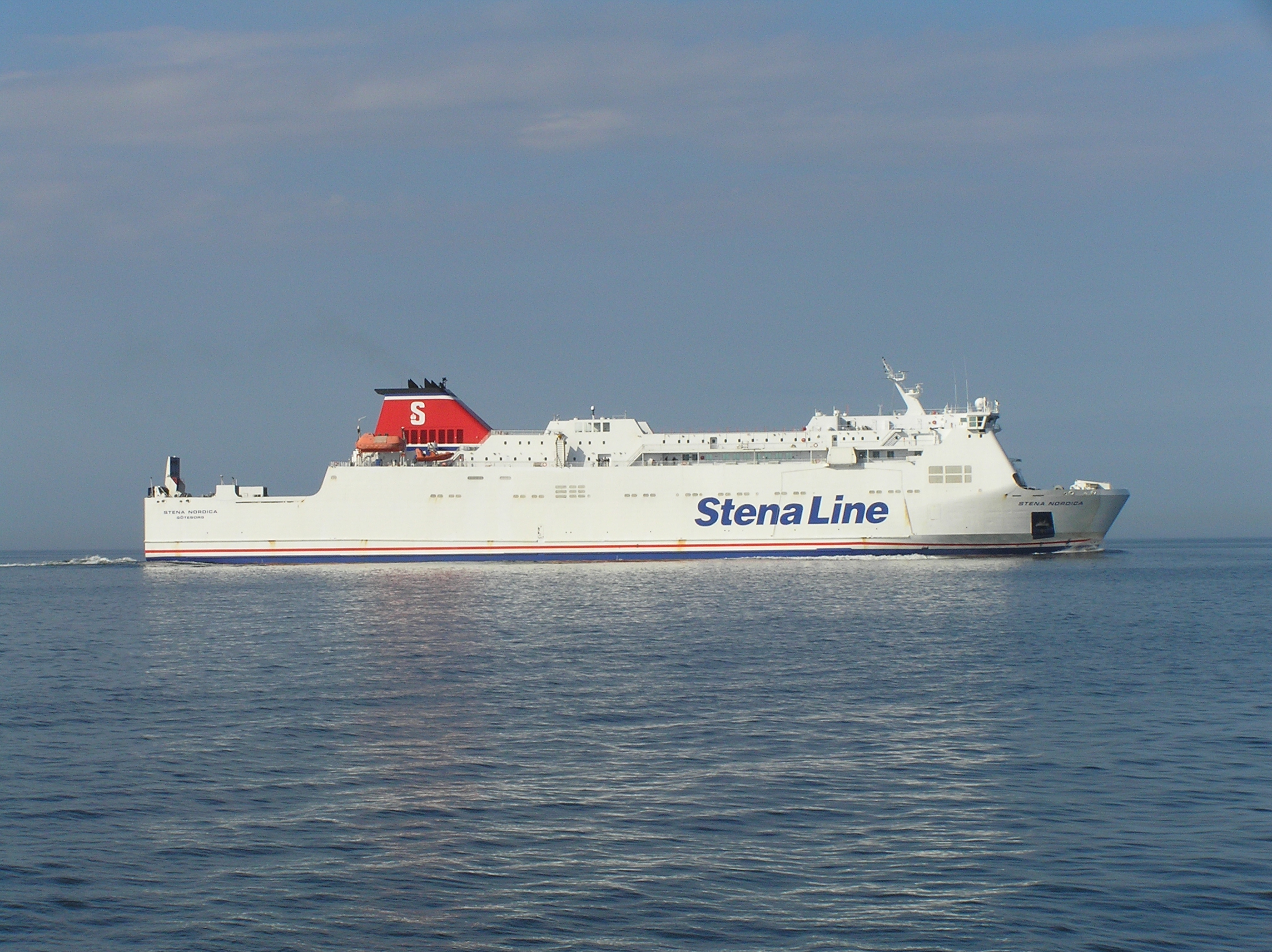
Lo Stena Nordica in navigazione nel 2007.

Dalla prima decina del mese al 27 gennaio del 2008 opera nei collegamenti tra Holyhead e Dublino. Il giorno successivo viene trasferito sulla Fishguard-Rosslare, dove opera fino all'11 febbraio.
Nello stesso mese fa ritorno sulla Karlskrona-Gdynia.
Il 4 novembre 2008, dopo un periodo di manutenzione ai Cityvarvet di Göteborg, torna in servizio sulla Fishguard-Rosslare. Il 13 novembre viene trasferito sulla Dublino-Holyhead.
Dal 16 al 31 gennaio 2013 viene impiegato sulla Fishguard-Rosslare.
Dal 2 febbraio al 5 marzo 2013 opera nei collegamenti tra Belfast e Cairnryan. Il giorno successivo torna in servizio sulla Dublino-Holyhead.
Il 23 gennaio 2015 viene siglato un accordo di noleggio del traghetto alla DFDS per 18 mesi a partire dall'aprile successivo.
Il 1º febbraio 2015 viene speronato dalla bettolina Keewhit durante la sosta a Holyhead.
Dall'11 al 28 marzo 2015 opera nei collegamenti tra Belfast e Cairnryan. Successivamente, salpa per Dunkerque.
L'8 aprile 2015 viene consegnato alla DFDS e, ribattezzato Malo Seaways, prende servizio il 22 aprile nei collegamenti tra Calais e Dover in sostituzione dello Stena Superfast X.
Nel febbraio del 2016 viene noleggiato alla GNV ed il 13 giugno viene rescisso il precedente contratto di noleggio a DFDS.
Il 20 giugno 2016 viene ribattezzato Stena Nordica e salpa da Dunkerque per Genova.
Nello stesso mese prende servizio nei collegamenti tra Genova e Barcellona e tra Civitavecchia, Termini Imerese, Napoli, Palermo e Genova.

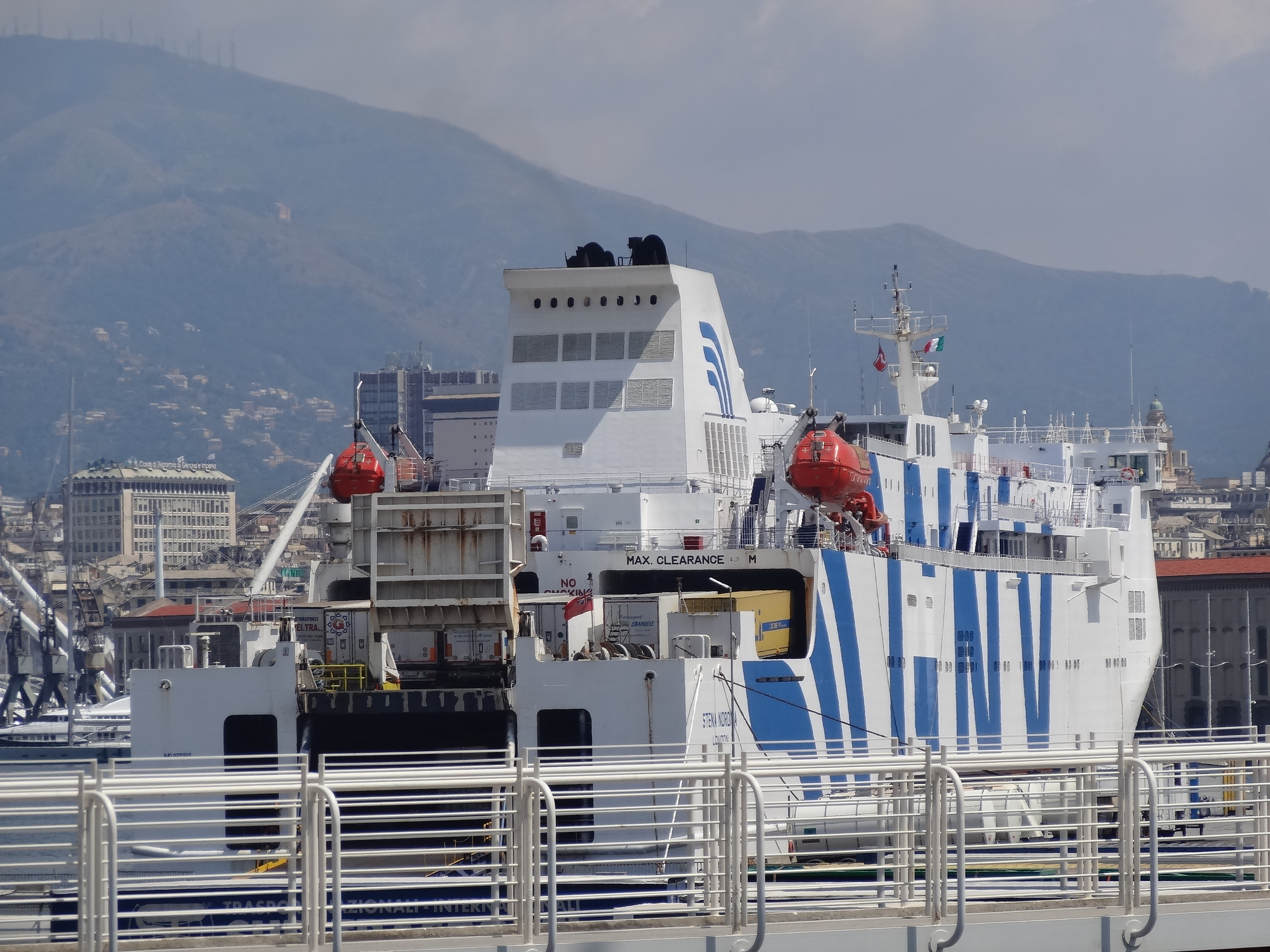
Lo Stena Nordica ormeggiato a Genova nel 2016.

Il 4 settembre 2016, in seguito al termine del noleggio, viene disarmato a Barcellona. Successivamente, fa ritorno a novembre nel Mar Baltico.
Il 26 novembre 2016 torna in servizio per Stena Line nei collegamenti tra Liepāja e Travemünde.
Dal 6 al 21 dicembre 2016 opera nei collegamenti tra Nynäshamn e Ventspils.
Il 4 gennaio 2017 prende servizio nei collegamenti tra Rosslare e Fishguard.
Il 31 marzo 2017 viene trasferito sulla Travemünde-Liepāja.
Il 23 gennaio 2018 prende servizio nei collegamenti tra Karlskrona e Gdynia.
Il 19 febbraio 2018 viene brevemente trasferito sulla Ventspils-Nynäshamn Dal 4 marzo opera nei collegamenti tra Liepāja e Travemünde.
Dal 16 settembre al 4 ottobre 2018 torna in servizio tra Ventspils e Nynäshamn. Il giorno successivo torna in servizio sulla Karlskrona-Gdynia.
Nel gennaio del 2019 viene trasferito nei collegamenti tra Rosslare e Cherbourg.
Il 28 gennaio 2019 prende servizio nei collegamenti tra Dublino e Holyhead.
L'11 febbraio 2019 viene trasferito nei collegamenti tra Belfast e Cairnryan.
Dal 13 al 27 gennaio 2020 opera nei collegamenti tra Europoort e Killingholme.
Dal 3 maggio al 15 giugno e dal 6 al 28 luglio 2020 opera nei collegamenti tra Holyhead e Dublino. Il giorno stesso viene trasferito nei collegamenti Belfast e Birkenhead, dove opera fino al 5 settembre.
Dal 9 al 30 settembre 2020 opera nei collegamenti tra Dublino e Holyhead.
Il 1º novembre 2020, dopo un breve periodo in cantiere a Danzica, prende servizio nei collegamenti tra Gdynia e Karlskrona.
Dal 13 al 26 febbraio 2021 opera nei collegamenti tra Ventspils e Nynäshamn. Nello stesso mese, torna in servizio sulla propria rotta.
Dal 14 a fine febbraio 2022 opera tra Dublino e Holyhead. Successivamente, viene trasferito nei collegamenti tra Rosslare e Cherbourg, dove opera fino al 5 marzo. L'8 marzo fa ritorno sulla Dublino Holyhead.
Dal 22 marzo al 25 aprile 2022 opera nei collegamenti tra Belfast e Cairnryan. A fine aprile viene trasferito sulla Karlskrona-Gdynia.
Dal 7 settembre ad ottobre 2022 opera nei collegamenti tra Liepāja e Travemünde.
Dal 16 al 20 ottobre 2022 opera nei collegamenti tra Belfast e Cairnryan. Il giorno stesso fa ritorno nei collegamenti tra Dublino e Holyhead.
Dal 14 novembre al 24 dicembre 2022 opera nei collegamenti tra Liepāja e Travemünde.
Da gennaio a marzo 2023 viene sottoposto a lavori di ristrutturazione in cantiere a Danzica. Il 9 aprile torna in servizio nei collegamenti tra Belfast e Cairnryan, dove opera fino al 23 maggio.
Dal 25 maggio al 23 giugno 2023 opera nei collegamenti tra Hoek van Holland e Killingholme. Il giorno successivo torna in servizio sulla Dublino-Holyhead, fino all'11 luglio.
Il 13 luglio 2023 prende servizio nei collegamenti tra Rosslare e Fishguard.
Dal 20 al 27 luglio 2023 opera nei collegamenti tra Belfast e Cairnryan. Il giorno successivo torna in servizio sulla Rosslare-Fishguard.
Dal 7 gennaio all'aprile del 2024 opera nei collegamenti tra Belfast e Cairnryan. Il 14 aprile viene trasferito nei collegamenti tra Rosslare e Fishguard, dove opera tutt'oggi.

## Navi gemelle
- European Causeway
- European Highlander